# Mercedes Chacón Porras
Mercedes Chacón Porras (Costa Rica, 11 de septiembre de 1896 - 18 de abril de 1963) fue una enfermera costarricense. Ingresó en la Galería de las Mujeres por su trayectoria de vida y por ser la primera enfermera obstetra del país. Su historia representa el inicio de la profesionalización de las mujeres en el campo de la salud reproductiva.

## Biografía
Mercedes Chacón Porras nació el 11 de septiembre de 1896 en Costa Rica. En 1925, Chacón se convirtió en la primera enfermera obstétrico-ginecólóga de Costa Rica y trabajó para proporcionar cuidados prenatales e impedir las muertes maternales e infantiles. Fue una de las pocas mujeres profesionales que trabajaban en el campo de la salud en el país y luchó por llevar los servicios de atención sanitaria a las poblaciones rurales dentro de sus propias comunidades.
A los 29 años se convirtió en la primera enfermera obstetra del país. Desde ese momento, sus esfuerzos se dirigieron hacia la creación de servicios de control prenatal y al fortalecimiento de la prevención de la mortalidad materna.
Gracias a ella, muchas poblaciones rurales tienen hoy acceso a servicios de salud directamente en sus comunidades. La clínica del cantón de Aserrí lleva su nombre, rompiendo con la tendencia de la mayoría de los centros de salud nacionales, en los cuales se legitimaba solo la labor realizada por los hombres profesionales en el área de la medicina. 
Logró que la enfermería se reconociera como profesión, demostrando que las mujeres tienen las capacidades necesarias para ocupar cargos en los que se requiere de conocimientos y destrezas complejas. Esto contribuyó a abrir espacios, para que más mujeres pudieran desempeñarse en la medicina social y pública.
Chacón falleció el 18 de abril de 1963, y fue incluida póstumamente en La Galería de las Mujeres de Costa Rica en 2002. Una clínica en Aserrí, Costa Rica, fue nombrada en su honor, rompiendo la costumbre de nombrar los centros de salud nacionales en honor a hombres.